# Suojärvi (sjö i Finland, Norra Savolax)
Suojärvi är en sjö i Finland. Den ligger i kommunen Rautavaara i landskapet Norra Savolax, i den centrala delen av landet, 400 km norr om huvudstaden Helsingfors. Suojärvi ligger 144,8 meter över havet. I omgivningarna runt Suojärvi växer i huvudsak blandskog. Den är 1,77 meter djup. Arean är 1,54 kvadratkilometer och strandlinjen är 6,16 kilometer lång. Sjön  ingår i Vuoksens huvudavrinningsområde. 